# 清水千浪
清水 千浪（しみず ちなみ、1982年11月8日 - ）は、日本の女子車いすバスケットボール選手。ポジションはフォワード。女子車いすバスケットボールチーム「カクテル」、男子チーム「レイク滋賀BBC」、mercari ATHLETES（メルカリアスリーツ）所属。車いすバスケットボール女子日本代表選手。

## 人物
滋賀県長浜市出身。中学校から陸上部で、1500メートル走で滋賀県大会優勝の経験がある。サッカーの澤穂希に憧れていたことから、愛媛大学進学後にサッカーを始める。20歳の時、大学を休学してアルビレックス新潟レディースのトライアウトを受験して入団。バニーズ京都SCに移籍した後、半月板の損傷により、2008年に25歳で引退した。新潟在籍時に専門学校JAPANサッカーカレッジに通いトレーナーの勉強をしており、引退後は大阪のトレーニングジムでトレーナーとして働き始めた。2012年、褐色細胞腫を発症し、下肢に障害を負った。車いす生活になり、競技可能なスポーツを探していたところ車いすバスケットボールチーム「カクテル」を見つけ、見学の後すぐに入団して競技を始めた。2016年に車いすバスケットボール女子日本代表候補入りした後、2017年に初選出。2018年、アスリート雇用でメルカリに入社。2021年、東京パラリンピックに出場。2024年、パリパラリンピックに出場。

## 主な成績
- 2018 アジアパラ競技大会 準優勝
- 2021 東京パラリンピック 6位
- 2024 パリパラリンピック 7位